# متحف كانازاوا بونكو

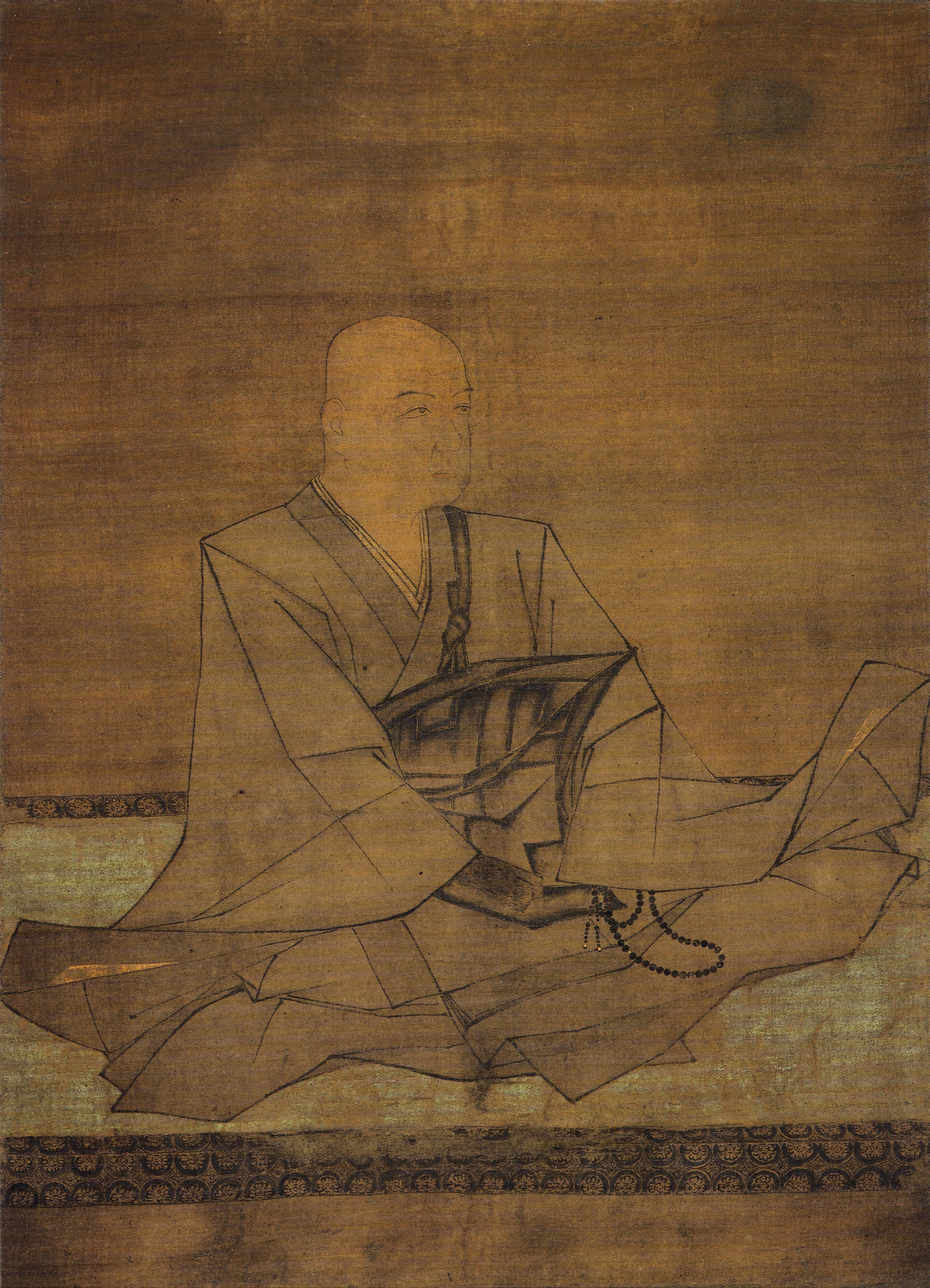

متحف كانازاوا بونكو (باليابانية: (金沢文庫) هو متحف خاص يقع في حي كانازاوا وارد في مدينة يوكوهاما في اليابان، المتحف يضم مجموعة خاصة من التحف الفنية اليابانية والصينية التقليدية، والتي أصبحت في متناول الجمهور.

## نظرة عامة
كان كانازاوا بونكو في الأصلا مكتبة، والتي لا تزال حتى اليوم تعد في المقام الأول مكتبة، لكنها تشمل أيضا مجموعة متنوعة من التحف الفنية اليابانية والصينية، كان كانازاوا بونكو واحدًا من أهم مركزين للتعلم في القرون الوسطى في اليابان، مع أشيكغ غاكو، افتتحت المكتبة في سنة 1275 بواسطة هوجو سانيتوكي (1224 - 1276)، والذي هو حفيد هوجو يوشيتوكي، الوصي الثاني من شوغن كاماكورا.